# Dörr & Schreck
Die Firma Dörr & Schreck war ein deutscher Stellmacherbetrieb, der in Frankfurt am Main ansässig war.
1919 gründeten Jacob Dörr und Matthias Schreck einen Karosseriebaubetrieb in der Mainzer Landstraße. Die Firma spezialisierte sich auf Einzelanfertigungen für Luxusfahrzeuge (z. B. Maybach). In Zusammenarbeit mit Freiherr Reinhard von Koenig-Fachsenfeld entstanden verschiedene Stromlinienaufbauten. Ab Mitte der 1930er-Jahre baute man Sportwagen und Cabriolets für die Adlerwerke in Kleinserie.
Nach dem Zweiten Weltkrieg baute Matthias Schreck ohne den inzwischen verstorbenen Dörr den Betrieb nochmals neu auf und führte bis in die 1960er-Jahre noch Karosseriereparaturen aus.

## Quelle
- Werner Oswald: Deutsche Autos 1920–1945. Alle deutschen Personenwagen der damaligen Zeit. 10. Auflage. Motorbuch-Verlag, Stuttgart 1996, ISBN 3-87943-519-7.